# Rawadiden

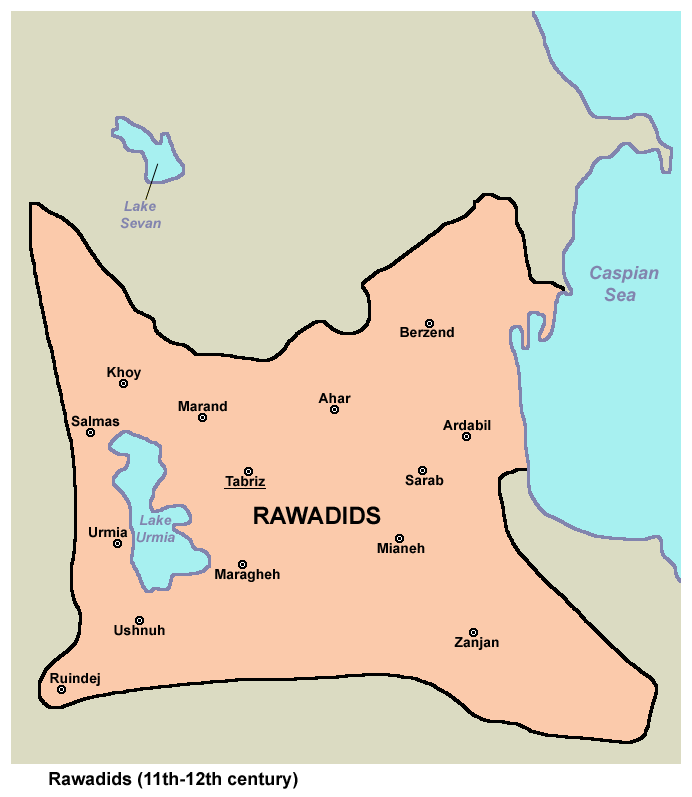
Das Einflussgebiet der Rawadiden

Die Rawadiden, auch Rawwadiden oder Ravvadiden (kurdisch ڕەوەندی Rewadî, 955–1071), waren eine kurdische Dynastie, die in Iranisch-Aserbaidschan das Gebiet um Täbris und Maragha vom 10. bis zum frühen 13. Jahrhundert beherrschte. Sie wurde durch den kurdischen Stammesführer Muhammad ibn Husain Mitte des 10. Jahrhunderts gegründet.

## Geschichte
Die Rawadiden waren arabischen Ursprungs (Azd Stamm) und wanderten 758 n. Chr. in die Region ein. Der Namensgeber der späteren Dynastie Al Rawwad bin al Muthanna wurde vom abbasidischen Wali (Gouverneur) Aserbaidschans damit beauftragt, das Gebiet zwischen Täbris und al Badhdh zu sichern. Seine Nachkommen wurden dann im frühen 10. Jahrhundert kurdisiert und begannen kurdischen Namensformen wie Mamlan für Muhammad und Ahmadil für Ahmad als ihre Namen zu benutzen. Nach Ahmad Kasravi eroberten die Rawadiden das Land der Muzaffariden in Aserbaidschan unter ihrem Herrscher Ibrahim bin Marzuban im Jahr 979.
Wahsudan bin Mamlan ist der bekannteste Rawadidenherrscher und wird in den Schriften von Ibn al-Athīr erwähnt. Die Regionen von Täbris, Maragha und die Festungen des Kuh-e Sahand waren in seinem Besitz. Im Jahr 1029 half er den Hadhbanikurden aus Maragha, die einfallenden oghusischen Stämme zu besiegen. Wahsudan schickte auch eine Expedition unter seinem Sohn Mamlan II. nach Ardabil. Der Herrscher (Spahbod) von Moghan musste sich dem Eroberer unterwerfen. Mamlan baute auch eine Festung in Ardebil.
Tughrul Beg eroberte das Fürstentum im Jahr 1054 und besiegte den kurdischen Prinzen von Täbris namens Wahsudan ibn Mamlan. Als 1071 Alp Arslan von einer Kampagne gegen das Byzantinische Reich zurückkehrte, setzte er Mamlan ab.
Wahsudans Nachfolger Ahmad bin Wahsudan (auch Ahmadil al-Kurdi genannt), Fürst von Maragha, nahm an der Kampagne Malik Schahs gegen Syrien im Jahr 1110 teil. Ahmadil nahm auf Seiten der Muslime an den Kreuzzügen teil. Joscelin I. schloss mit ihm während der Belagerung der Burg Tilbeşar einen Friedensvertrag. Er wurde 1117 durch die Ismailiten in Bagdad erstochen. Seine Nachfolger beherrschten Maragha und Täbris bis zur Invasion der Mongolen im Jahr 1227.
Letzte Erwähnungen der Rawadiden finden sich in Texten aus dem 14. Jahrhundert während der Herrschaft der Ilchane.

## Rawadiden Herrscher
1. Muhammad Ibn Husain (? – c. 951?)
2. Husain I. (955–988)
3. Mamlan I. (988–1000)
4. Husain II. (1000–1019)
5. Vahsudan (Wahsudan) (1019–1054)
6. Mamlan II. (1054–1071)